# Ghøst
Ghøst (englisch für „Geist“) ist das vierte Soloalbum des österreichischen Rappers RAF Camora. Es erschien am 15. April 2016 über sein eigenes Label Indipendenza in verschiedenen Versionen.

## Produktion
Das Album wurde u. a. von RAF Camora selbst sowie den Musikproduzenten Abaz, Stereoids, X-plosive, Rooq, Jambeatz, Reeza Beats, Sansimo und Morten produziert.

## Covergestaltung
Das Albumcover ist in Schwarz-weiß gehalten und zeigt RAF Camora, der den Betrachter ansieht und dessen Oberkörper mit Tätowierungen verziert ist. Am oberen Bildrand befinden sich die Schriftzüge Indipendenza Presents und RAF Camora, während der Titel Ghøst in Weiß unten im Bild steht. Das Cover wurde von Raphael Grischa (damals iHAD) und Peter Schings gestaltet.

## Gastbeiträge
Auf vier bzw. zwölf Liedern des Albums sind neben RAF Camora weitere Künstler vertreten. So hat Kontra K einen Gastauftritt beim Song Hero, während Geschichte seine erste Zusammenarbeit mit Bonez MC ist. Das Stück Mein Leben ist eine Kollaboration mit Metrickz und auf Verzeih mir wird RAF Camora von Farid Bang unterstützt. Zudem ist der Musiker Karmo Kaputto auf dem Song Film auf der Deluxe Edition vertreten, während das Box-Set Zusammenarbeiten mit den Künstlern Haze (Zu einfach), Lü Rique (Hör mich nicht), BTNG (Ich lebe), Niklas Budinsky (Uns), Morten und Joshi Mizu (Instagun) sowie Daddy Supa (Je pense á elle, Gunshot) enthält.

## Titelliste
| Professionelle Bewertungen | Professionelle Bewertungen |
| -------------------------- | -------------------------- |
| Kritiken                   |                            |
| Quelle                     | Bewertung                  |
| laut.de                    | [ 2 ]                      |
| rappers.in                 | [ 3 ]                      |

Standard-Edition:
| #  | Titel        | Gastmusiker | Länge |
| -- | ------------ | ----------- | ----- |
| 1  | R.R.B.B.     |             | 2:06  |
| 2  | NOAH         |             | 3:32  |
| 3  | Creator      |             | 2:57  |
| 4  | Dämonen      |             | 4:29  |
| 5  | Schaufenster |             | 2:53  |
| 6  | So lala      |             | 3:31  |
| 7  | Hero         | Kontra K    | 3:20  |
| 8  | Kaleidoskop  |             | 3:42  |
| 9  | Panzer       |             | 3:27  |
| 10 | Ghøst        |             | 3:31  |
| 11 | Geschichte   | Bonez MC    | 3:01  |
| 12 | Mein Leben   | Metrickz    | 4:22  |
| 13 | Verzeih mir  | Farid Bang  | 3:44  |
| 14 | Nummer       |             | 4:09  |
| 15 | Schlangen    |             | 3:08  |
| 16 | Magnetisch   |             | 3:12  |

Doppelalbum "Schwarze Materie" des Box-Sets:
Inedit Camora:
| # | Titel                     | Gastmusiker   | Länge |
| - | ------------------------- | ------------- | ----- |
| 1 | Therapie nach der Zukunft |               | 2:16  |
| 2 | Halt Abstand              |               | 3:18  |
| 3 | Film                      | Karmo Kaputto | 2:58  |
| 4 | Koch                      |               | 3:26  |
| 5 | Kompass                   |               | 2:36  |
| 6 | Zu einfach                | Haze          | 3:02  |
| 7 | Hör mich nicht            | Lü Rique      | 3:53  |
| 8 | Ich lebe                  | BTNG          | 3:16  |

Inedit 3.0:
| # | Titel                 | Gastmusiker           | Länge |
| - | --------------------- | --------------------- | ----- |
| 1 | Hier                  |                       | 2:35  |
| 2 | Niemals stehen        |                       | 2:19  |
| 3 | Es klaut mir den Atem |                       | 3:00  |
| 4 | Bandmaschine          |                       | 2:38  |
| 5 | Uns                   | Niklas Budinsky       | 3:00  |
| 6 | Instagun              | Morten und Joshi Mizu | 5:46  |
| 7 | Je pense á elle       | Daddy Supa            | 2:46  |
| 8 | Gunshot               | Daddy Supa            | 2:54  |

+ Instrumentals zu allen Liedern
Anmerkung: Beim digitalen Release der Deluxe-Version des Albums wurden die Songs von Inedit 3.0 und Inedit Camora als Bonustracks hinzugefügt.

## Chartplatzierungen und Singles
Ghøst stieg am 22. April 2016 auf Platz 3 in die deutschen Albumcharts ein und konnte sich vier Wochen in den Top 100 halten. In Österreich bzw. der Schweiz erreichte das Album Rang 6 bzw. 13.
| ChartsChartplatzierungen | Höchstplatzierung | Wochen |
| ------------------------ | ----------------- | ------ |
| Deutschland (GfK)        | 3 (4 Wo.)         | 4      |
| Österreich (Ö3)          | 6 (2 Wo.)         | 2      |
| Schweiz (IFPI)           | 13 (1 Wo.)        | 1      |

Am 29. Januar 2016 kündigte RAF Camora das Album per Trailer auf YouTube an. Das erste Musikvideo zum Titeltrack Ghøst wurde am 4. Februar veröffentlicht. Am 19. Februar erschien das zweite Video zum Song NOAH, bevor am 4. März 2016 die dritte Single Dämonen folgte. Als vierte Single wurde am 25. März das Lied Geschichte ausgekoppelt und am 8. April erschien der Track So lala. Des Weiteren wurde am 18. April 2016 ein Musikvideo zu R.R.B.B. veröffentlicht.
Im Januar 2022 wurde die Single So lala in Deutschland mit einer Goldenen Schallplatte für mehr als 200.000 Verkäufe ausgezeichnet.